# Novaculoides
Novaculoides és un gènere de peixos de la família dels làbrids i de l'ordre dels perciformes.

## Taxonomia
- Novaculoides macrolepidotus (Bloch, 1791)[2][3]